# بیماری‌های تناسلی زنان
بیماری‌های تناسلی زنان به تمامی مشکلات و بیماری‌هایی گفته می‌شود که دستگاه تولید مثل در زنان را دچار کند.
این بیماری‌ها بر پایه نوع بیماری، به مشکلات شکل و فرم و نیز التهاب و عفونت تقسیم می‌گردند.
| To display all subcategories click on the "+": بیماری‌های آمیزشی (۶ ر، ۴۲ ص) بیماری‌های التهاب دستگاه تناسلی (۱ ر، ۱۷ ص) بیماری‌های غیرعفونی ناحیه تناسلی در زنان (۳۵ ص) ناباروری (۵ ر، ۱۰ ص) ناهنجاری‌های مادرزادی اندام جنسی مؤنث (۶ ص) |